# PL/Tcl
PL/Tcl – język proceduralny używany w systemie zarządzania relacyjnymi bazami danych typu PostgreSQL. W języku PL/Tcl można pisać funkcje i wyzwalacze w języku Tcl. Oprócz języka PL/Tcl dla PostgreSQL, dostępnych jest wiele innych języków proceduralnych, takich jak PL/pgSQL, PL/Java, plPHP, PL/Python, PL/R, PL/Ruby, PL/sh i PL/Perl.